# Néziha Ben Yedder
Pour les articles homonymes, voir Ben Yedder.
Néziha Ben Yedder est une femme politique tunisienne.

## Biographie
Nommée ministre de la Femme et de la Famille du premier gouvernement de Mohamed Ghannouchi le 8 octobre 2001, elle devient ministre de la Femme, de la Famille et de la Famille et de l'Enfance le 5 septembre 2002. Elle reste à la tête du ministère jusqu'au 11 novembre 2004.